# Trophée des champions 2021
Il Trophée des Champions 2021 è stata la 45ª Supercoppa di Francia, la 26ª organizzata dalla LFP.
Si è svolta il 1º agosto 2021 allo Stadio Bloomfield di Tel Aviv tra il Lilla, vincitore della Ligue 1 2020-2021 e il Paris Saint-Germain, vincitore della Coppa di Francia 2020-2021.
Il trofeo è stato vinto dal Lilla, al primo successo nella competizione.

## Partecipanti
| Squadre             | Qualificazione                             | Partecipazioni precedenti (il grassetto indica la vittoria)                             |
| ------------------- | ------------------------------------------ | --------------------------------------------------------------------------------------- |
| Lilla               | Vincitore della Ligue 1 2020-2021          | 2 (1955, 2011)                                                                          |
| Paris Saint-Germain | Vincitore della Coppa di Francia 2020-2021 | 14 (1986, 1995, 1998, 2004, 2006, 2010, 2013, 2014, 2015, 2016, 2017, 2018, 2019, 2020) |

## Tabellino
| Arbitro: | Yigal Frid |

|          |           |  |
| Xeka 45’ | Marcatori |  |

| Lilla | Paris Saint-Germain |

| P                  | 30 | Léo Jardim       | 90+2’ |     |
| D                  | 3  | Tiago Djaló      |       |     |
| D                  | 6  | José Fonte       |       |     |
| D                  | 4  | Sven Botman      |       |     |
| D                  | 28 | Reinildo Mandava |       |     |
| C                  | 11 | Luiz Araújo      | 78’   | 85’ |
| C                  | 21 | Benjamin André   |       |     |
| C                  | 8  | Xeka             |       | 79’ |
| C                  | 7  | Jonathan Bamba   |       | 85’ |
| A                  | 9  | Jonathan David   |       | 76’ |
| A                  | 17 | Burak Yılmaz     |       |     |
| A disposizione:    |    |                  |       |     |
| P                  | 40 | Jules Raux       |       |     |
| D                  | 26 | Jérémy Pied      |       |     |
| D                  | 27 | Cheikh Niasse    |       |     |
| D                  | 29 | Domagoj Bradarić |       | 85’ |
| C                  | 10 | Jonathan Ikoné   |       | 85’ |
| C                  | 12 | Yusuf Yazıcı     |       | 79’ |
| C                  | 35 | Angel Gomes      |       |     |
| A                  | 19 | Isaac Lihadji    |       |     |
| A                  | 22 | Timothy Weah     |       | 76’ |
| Allenatore:        |    |                  |       |     |
| Jocelyn Gourvennec |    |                  |       |     |

| P                   | 1  | Keylor Navas            |       |     |
| D                   | 2  | Achraf Hakimi           |       |     |
| D                   | 24 | Thilo Kehrer            | 30’   |     |
| D                   | 3  | Presnel Kimpembe        |       | 81’ |
| D                   | 22 | Abdou Diallo            | 52’   |     |
| C                   | 21 | Ander Herrera           |       |     |
| C                   | 15 | Danilo Pereira          | 90+3’ |     |
| C                   | 36 | Éric Junior Dina Ebimbe |       | 71’ |
| A                   | 23 | Julian Draxler          | 84’   |     |
| A                   | 9  | Mauro Icardi            |       |     |
| A                   | 29 | Arnaud Kalimuendo       |       | 81’ |
| A disposizione:     |    |                         |       |     |
| P                   | 30 | Alexandre Letellier     |       |     |
| D                   | 20 | Layvin Kurzawa          |       | 81’ |
| D                   | 31 | El Chadaille Bitshiabu  |       |     |
| C                   | 18 | Georginio Wijnaldum     |       | 71’ |
| C                   | 33 | Nathan Bitumazala       |       |     |
| C                   | 34 | Xavi Simons             |       |     |
| C                   | 35 | Ismaël Gharbi           |       | 81’ |
| C                   | 38 | Edouard Michut          |       |     |
| A                   | 39 | Kenny Nagera            |       |     |
| Allenatore:         |    |                         |       |     |
| Mauricio Pochettino |    |                         |       |     |